# Субарахноидальное пространство

Поперечный срез позвоночного канала. Субарахноидальное пространство окружает спинной мозг, показано голубым цветом.

Субарахноидальное (подпаутинное) пространство (лат. cavum subarachnoidale) — полость между мягкой и паутинной мозговыми оболочками головного и спинного мозга, заполненная спинномозговой жидкостью (ликвором).
В субарахноидальном пространстве находится 120—140 мл ликвора, оттекающего из желудочковой системы головного мозга через отверстия Мажанди и Люшка в четвёртом желудочке. Наибольшее его количество содержится в цистернах субарахноидального пространства, располагающихся над крупными щелями и бороздами головного мозга.
Реабсорбция ликвора из субарахноидального пространства происходит с помощью выростов — грануляций паутинной оболочки, проникающих в просвет синусов твёрдой мозговой оболочки, а также в кровеносные и лимфатические капилляры в области выхода корешков черепных и спинномозговых нервов из полости черепа и позвоночного канала.
В субарахноидальном пространстве проходят кровеносные сосуды; в нижней части позвоночного канала субарахноидальное пространство содержит свободно плавающие корешки спинномозговых нервов («конский хвост»).

## Подпаутинные цистерны
Подпаутинные цистерны — участки расширения субарахноидального пространства в области расхождения паутинной и мягкой мозговых оболочек, располагающиеся преимущественно на основании головного мозга. В числе наиболее крупных подпаутинных цистерн — мозжечково-мозговая цистерна, цистерна латеральной борозды, базальная цистерна.